# Fekete László (labdarúgó, 1950)
Fekete László (Bodrogszegi, 1950. december 4. – 1994) olimpiai válogatott labdarúgó, csatár.

## Pályafutása

### Klubcsapatban
A Diósgyőri VTK csapatában kezdte a labdarúgást. Innen igazolt a Miskolci VSC csapatához, ahonnan 1975-ben tért vissza az anyaegyesületéhez.
1977-ben tagja volt az első diósgyőri, magyar kupagyőztes csapatnak, amellyel jogot szerzett a kupagyőztesek Európa-kupájában való indulásra. Az első fordulóban a török Besiktas volt az ellenfél, aki Isztambulban 2–0-s előnyt szerzett. A visszavágón a DVTK 5–0-ra győzött, amihez Fekete két góllal járult hozzá. A második fordulóban a jugoszláv Hajduk Split ellen csak tizenegyesekkel maradtak alul és estek ki.
Az 1978–79-es bajnoki idényben 28 mérkőzésen szerepelt, kilenc gólt szerzett és bronzérmet nyert a csapattal. A bajnoki sikernek köszönhetően az UEFA kupában indult a csapat. Az első fordulóban a Rapid Wien, a második fordulóban a skót Dundee United csapatán is sikerrel túl jutott a diósgyőri csapat. Fekete mindkét ellenfél ellen egy-egy nagyon fontos gólt szerzett. Az ezt követő fordulóban a Kaiserslautern együttese megállította a DVTK-t.
1980-ban újra magyar kupát nyert a diósgyőri csapat. A döntőben a Vasast győzték le 3–1-re. Fekete a második gólt szerezte. A KEK-ben a skót Celtic túl erős ellenfélnek bizonyult és már a selejtezőben kiestek.
1981-ben a magyar kupa döntőjében megismétlődött az előző évi párosítás. A Vasasnak sikerült visszavágnia és 1–0-s győzelmével elhódította a kupát. Fekete ezen a döntőn is szerepelt a diósgyőri csapatban.
Pályafutása során összesen 266 alkalommal játszott a diósgyőri csapatban és 33 gólt szerzett. Ezzel a nyolcadik legeredményesebb játékos a klub történetében.

### A válogatottban
1977 és 1979 között négy alkalommal szerepelt a B-válogatottban és egy gólt szerzett. 1979-ben négy alkalommal szerepelt az olimpiai válogatottban és itt is egyszer volt eredményes.

## Sikerei, díjai
- Magyar bajnokság
  - 3.: 1978–79
- Magyar kupa
  - győztes: 1977, 1980
  - döntős: 1981

## Statisztika

### Mérkőzései az olimpiai válogatottban
| Magyarország | Magyarország       | Magyarország                   | Magyarország  | Magyarország | Magyarország  | Magyarország       | Magyarország | Magyarország |
| #            | Dátum              | Helyszín                       | Hazai         | Eredmény     | Vendég        | Kiírás             | Gólok        | Esemény      |
| ------------ | ------------------ | ------------------------------ | ------------- | ------------ | ------------- | ------------------ | ------------ | ------------ |
|              | 1979. május 30.    | Miskolc-Diósgyőr, DVTK-stadion | Magyarország  | 3 – 0        | Románia       | olimpiai selejtező | -            | 17' 47'      |
|              | 1979. október 31.  | Wrocław                        | Lengyelország | 1 – 0        | Magyarország  | olimpiai selejtező | -            | 71'          |
|              | 1979. november 14. | Miskolc-Diósgyőr, DVTK-stadion | Magyarország  | 2 – 0        | Lengyelország | olimpiai selejtező | -            | 74'          |
|              | 1979. november 24. | Miskolc-Diósgyőr, DVTK-stadion | Magyarország  | 3 – 0        | Csehszlovákia | olimpiai selejtező | -            | 59'          |
|              | Összesen           |                                |               | 0            | mérkőzés      |                    | 0            | gól          |